# Павловські Разчистки
Павловські Разчистки (рос. Павловские Расчистки) — присілок в Жиздринському районі Калузької області Російської Федерації.
Населення становить 0 осіб. Входить до складу муніципального утворення Село Огорь.

## Історія
Від 2004 року входить до складу муніципального утворення Село Огорь

## Населення
| 2002 | 2010 |
| ---- | ---- |
| 0    | →0   |